# Mleczaj dębowo-grabowy
Mleczaj dębowo-grabowy (Lactarius circellatus Fr.) – gatunek grzybów należący do rodziny gołąbkowatych (Russulaceae).

## Systematyka i nazewnictwo
Pozycja w klasyfikacji według Index Fungorum: Lactarius, Russulaceae, Russulales, Incertae sedis, Agaricomycetes, Agaricomycotina, Basidiomycota, Fungi.
Po raz pierwszy opisał go w 1838 r. Elias Fries i nadana przez niego nazwa naukowa jest aktualna. Niektóre synonimy:
- Lactarius alpicola (Neuhoff) J. Blum 1976
- Lactarius circellatus var. borealis Hesler & A.H. Sm. 1979[2].

Polską nazwę zarekomendował Władysław Wojewoda w 2003 r. Podawana jest także nazwa mleczaj grabowy.

## Morfologia
Kapelusz
Średnica 5–9 cm, początkowo dzwonkowaty z podwiniętym brzegiem, potem płaskołukowaty, na koniec silnie wklęsły lub z garbem. Powierzchnia gładka, początkowo ciemnoszarobrązowa, potem oliwkowozielona z czerwonobrązowym lub fioletowym odcieniem, koncentrycznie strefowana pasami o barwie umbrowej i ciemnobrązowej.
Hymenofor
Blaszkowy, blaszki gęste, przyrośnięte, początkowo białawe, potem jasnożółtawe Mleczko białe lub jasnożółtawe, początkowo słodkie, potem silnie palące, czasami także gorzkawe.
Trzon
Wysokość 3–6 cm, grubość 1–2 cm, walcowaty, górą cieńszy, pełny, na starość watowaty i pusty. Powierzchnia o barwie od brudnobiałej do szarawej.
Cechy mikroskopowe
Zarodniki bladoochrowe, 6–8 × 5–7 µm, pokryte brodawkami o wysokości do 1 µm wysokości, Q = 1–1,4. Podstawki 38–48 × 9–11 µm, cylindryczne do maczugowatych, czterozarodnikowe. Pleurocystydy 40–70 × 8–10 µm, wrzecionowate do lancetowatych. Skórka kapelusza o grubości około 70–100 µm, typu ixotrichoderma, zbudowana ze strzępek o szerokości około 2-6 µm.
Gatunki podobne
Mleczaj ogrodowy (Lactarius hortensis) odróżnia się ciemniejszym, szarobrązowym kapeluszem, prążkowaniem tylko na jego środku i siedliskiem (pod leszczynami). Mleczaj wygięty (Lactarius flexuosus) jest również prążkowany, ale ma kapelusz o barwie od fioletowobrązowej do różowoszarej i występuje w lasach iglastych.

## Występowanie i siedlisko
Znany jest w Europie, Ameryce Północnej i Azji. Najwięcej stanowisk podano w Europie. W Polsce W. Wojewoda w 2003 r. przytoczył kilkanaście stanowisk, w późniejszych latach podano następne.
Naziemny grzyb mykoryzowy. Rośnie w różnego typu lasach liściastych i parkach w towarzystwie grabów i dębów oraz w lasach łęgowych pod jesionami i wiązami. Owocniki tworzy zwykle od lipca do października.
Z powodu gorzkiego i piekącego smaku jest grzybem niejadalnym, może być nawet lekko trujący.

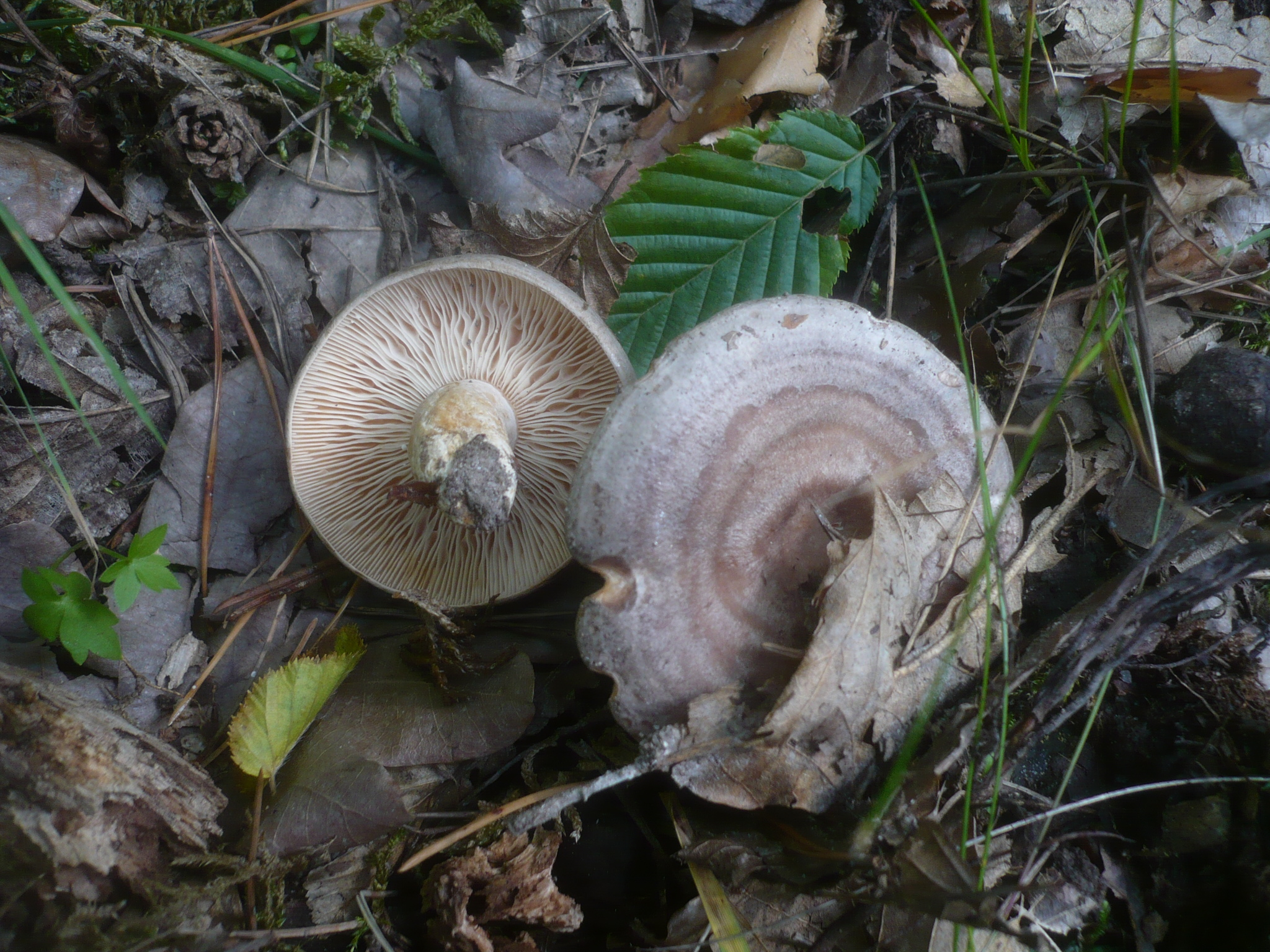
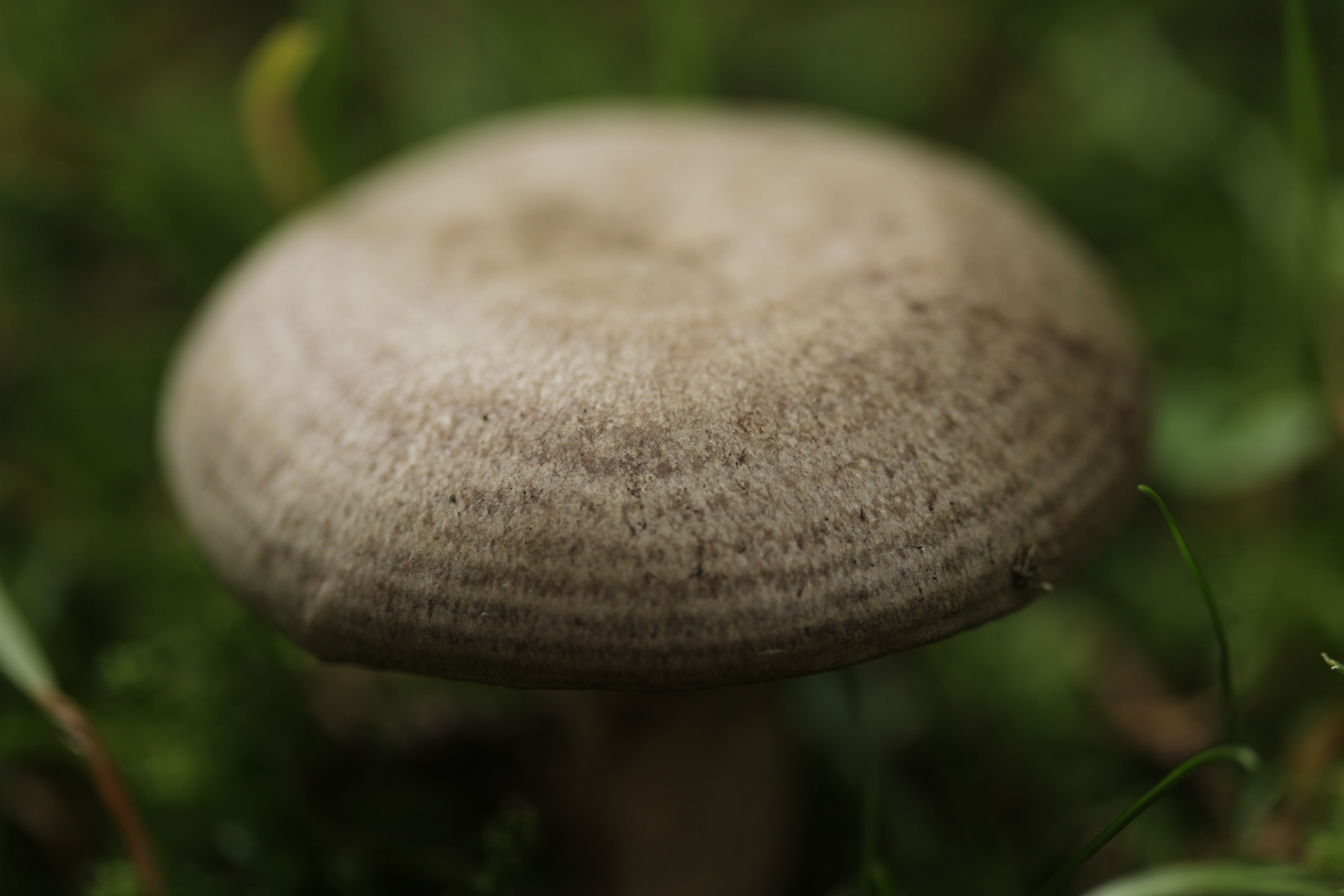
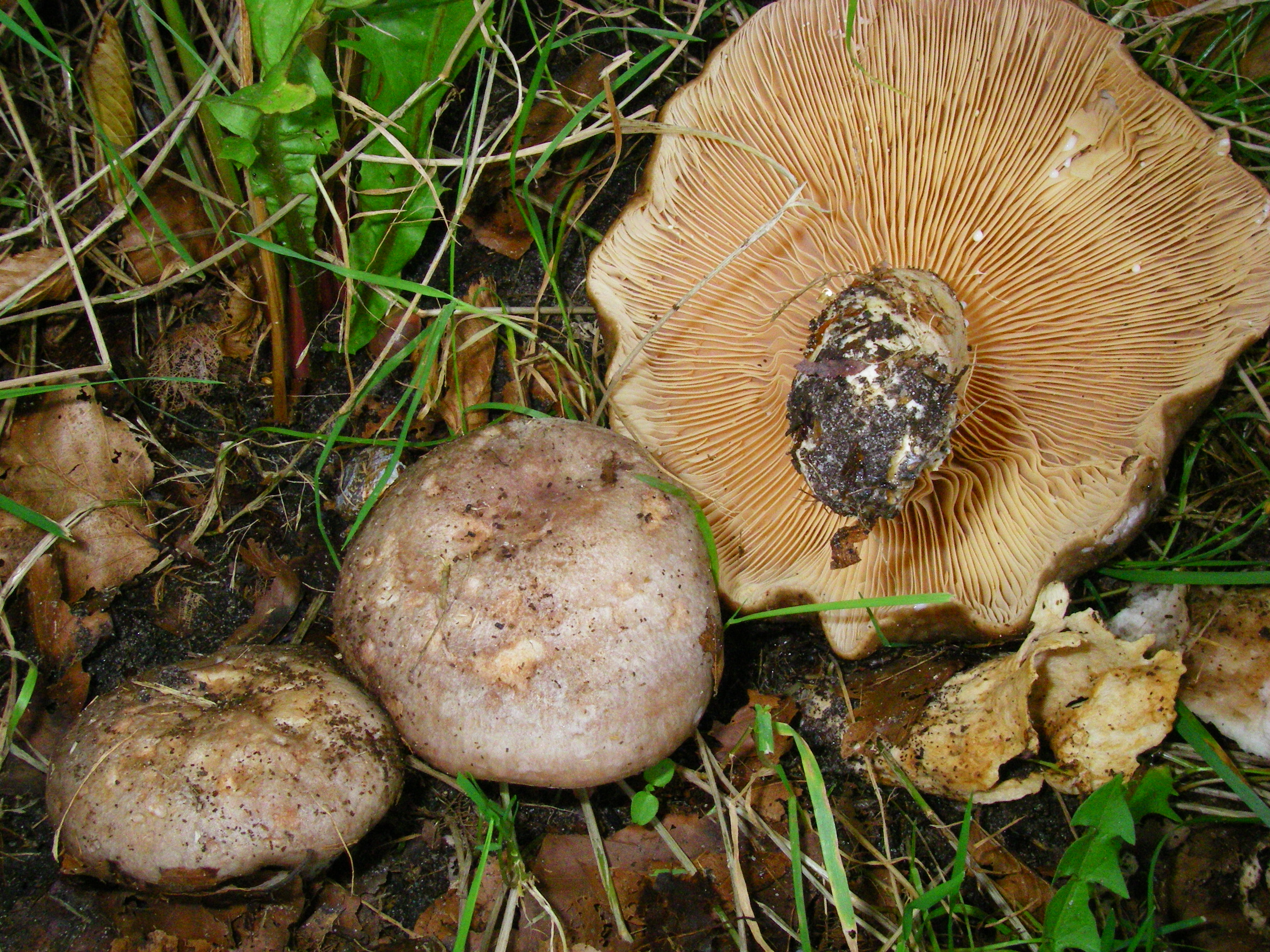
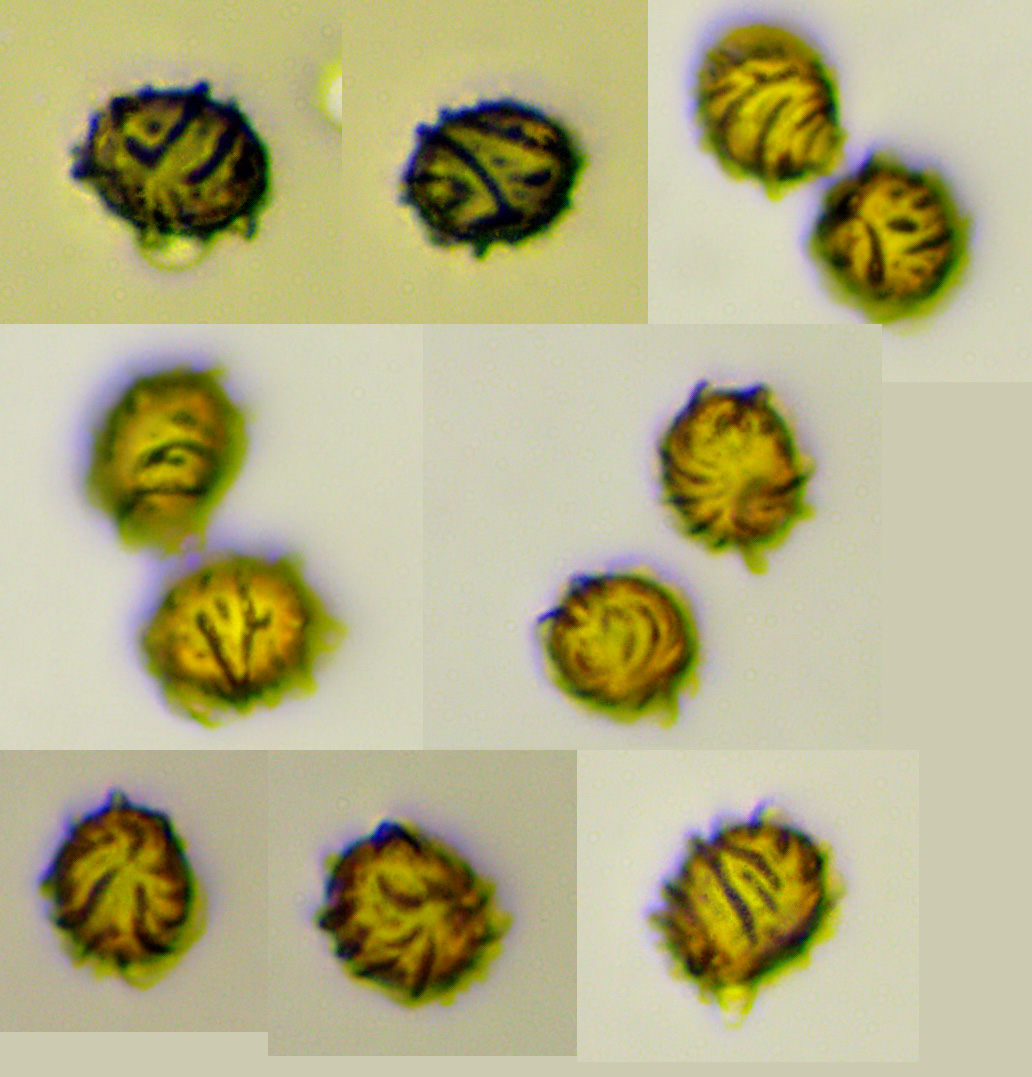
Zarodniki